# Gracias, Andréi Sájarov
Gracias, Andréi Sájarov (en alemán: Danke, Andrej Sacharow) es un famoso mural pintado en 1990 por el artista ruso Dmitri Vrúbel en la East Side Gallery, una galería de arte al aire libre situada sobre los restos del Muro de Berlín. Las autoridades de Berlín pidieron a Vrúbel que volviese a pintar su obra en 2009, debido al vandalismo y la erosión que sufren los murales expuestos al aire libre.
El mural contiene un retrato homenaje a Andréi Sájarov, un eminente físico nuclear ruso disidente del régimen soviético y activista en favor de los derechos humanos y las libertades, que fue galardonado con el Premio Nobel de la Paz en 1975 y murió apenas un mes después de la caída del Muro de Berlín. Bajo el retrato de Sájarov aparece la leyenda en alemán "Danke, Andrej Sacharow", cuyo significado en español es "Gracias, Andréi Sájarov".
- Datos: Q5798926